# Lew Solomonowitsch Ginsburg
Lew Solomonowitsch Ginsburg (russisch Лев Соломонович Гинзбург; * 15.jul. / 28. Januar 1907greg. in Mahiljou; † 22. November 1981 in Moskau) war ein russischer Violoncellist und Musikwissenschaftler.
Ginsburg war Absolvent und Aspirant des Moskauer Konservatoriums. Er promovierte über Luigi Boccherinis Einfluss auf die Entwicklung des Violoncello-Spiels. Ab 1936 lehrte er ebenda Violoncello und Interpretation. Zur Interpretation veröffentlichte er zahlreiche Artikel und Abhandlungen.